# Farhiyo Farah Ibrahim
Farhiyo Farah Ibrahim (tiếng Somalia: Farxiiyo Faarax Ibraahiim, tiếng Ả Rập: العبارة فرح إبراهيم) là một nhà hoạt động xã hội và phiên dịch viên người Somali. Cô là người ủng hộ quyền phụ nữ và sức khỏe sinh sản.

## Cuộc sống cá nhân
Ibrahim sinh ra giữa năm 1982 - 1983 ở Somalia. Trong cuộc nội chiến nổ ra vào đầu những năm 1990, ông của cô bị giết bởi các chiến binh vũ trang và mẹ cô bị cưỡng hiếp. Cô chuyển đến Kenya vào năm 1992, sống trong khu liên hợp tị nạn UNCHR ở Dadaab.
Sau khi kết thúc lớp tám, Ibrahim đã bỏ học để phụ giúp gia đình. Sau đó, cô rời xa gia đình sau khi từ chối kết hôn với một người đàn ông lớn tuổi hơn nhiều.
Ibrahim là một người Hồi giáo.

## Sự nghiệp
Năm 2002, Ibrahim cho Hội đồng Giáo hội Quốc gia thúc đẩy giáo dục sức khỏe sinh sản ở Kenya. Cô tư vấn khuyến khích xét nghiệm tự nguyện HIV/AIDS cũng như sử dụng biện pháp tránh thai, và vận động chống lại cắt âm vật. Bản chất của công việc tư vấn của cô như một sự chống đối với gia đình, cũng như cộng đồng xã hội Somali bảo thủ. Do sức ép, Ibrahim cuối cùng buộc phải từ bỏ công việc của mình tại NCCK.
Tính đến năm 2008, Ibrahim là một phiên dịch viên. Cô cũng ủng hộ quyền của phụ nữ và trẻ em gái.

## Giải thưởng
Vào năm 2008, Ibrahim đã được trao tặng Giải quốc tế cho Phụ nữ dũng cảm cho công việc của mình.